# Cyprinus
Cyprinus è un genere della famiglia Cyprinidae conosciuto soprattutto per il suo membro più diffuso: la carpa comune (Cyprinus carpio). Le altre specie si trovano generalmente in aree limitate dell'Asia, in alcuni casi anche in un solo lago.

## Specie appartenenti al genere
- Cyprinus acutidorsalis foto
- Cyprinus barbatus (Erhai Lake, Yunnan, Cina)
- Cyprinus carpio, la carpa comune
- Cyprinus daliensis (Lago Erhai, Yunnan, Cina)
- Cyprinus ilishaestomus (Lago Qilihu, Yunnan, Cina)
- Cyprinus intha
- Cyprinus longipectoralis (Lago Erhai, Yunnan, Cina)
- Cyprinus mahuensis
- Cyprinus megalophthalmus (Yunnan)
- Cyprinus micristius (Lago Dian chi, Yunnan, Cina)
- Cyprinus multitaeniata
- Cyprinus pellegrini (Lago Xingyun e Lago Jilu, Yunnan, Cina)
- Cyprinus rubrofuscus
- Cyprinus yilongensis (Lago Yi-Lung, Yunnan, Cina)
- Cyprinus yunnanensis (Yunnan)